# El misterio de los hermanos siameses
El misterio de los hermanos siameses  ("The Siamese twin mystery") es una novela de intriga publicada por Ellery Queen en 1933, constituyendo el séptimo de la serie de misterios con títulos que incluyen gentilicios, protagonizados por el joven detective protagonista.

## Resumen
Ellery Queen, acompañado por su padre el inspector Richard Queen de la  Brigada de Homicidios de Nueva York, regresa de unas vacaciones en Canadá conduciendo su viejo coche Duesenberg por la abrupta zona de Arrowmountain en los Estados Unidos, cuando un incendio forestal les obliga a buscar refugio en una mansión en la cima de una montaña. La casa se convierte pronto en un reducto de donde es imposible escapar a causa del fuego que se sitúa cada vez más próximo.
Su anfitrión en la casa es el doctor John Xavier, que acoge en ella a un inusual conjunto de invitados, testigos de sus experimentos quirúrgicos con animales, y entre los que se hallan miembros de su familia, un extraño “señor Smith”, la distinguida dama Marie Carreau y un par de simpáticos adolescentes unidos como gemelos siameses, a la espera de una intervención. Pero, a medida que el fuego va ascendiendo por la montaña, el doctor Xavier, y luego su hermano, aparecen asesinados sujetando entre sus dedos la mitad de una carta, una sota de diamantes que parece sugerir que uno (pero solo uno) de los gemelos es el asesino y luego un seis de picas. El limitado círculo de sospechosos incluye también un cleptómano que se dedica a robar anillos y un carterista.
Los protagonistas han de dedicarse al mismo tiempo a luchar contra el incendio y a descubrir al culpable de los crímenes. Las deducciones lógicas de Ellery, sufren los habituales tropiezos y cambios de dirección hasta llegar a la solución final que coincide con la crisis del incendio cuando las llamas alcanzan dramáticamente los muros de la casa, en las últimas líneas del relato.

## Valoración crítica
Los autores de la novela, Frederick Dannay y Manfred Lee, introducen sobre la situación base del lugar aislado del mundo exterior (prácticamente una “habitación cerrada” de donde el culpable tampoco puede escapar), atenuados elementos de las novelas de terror (el “monstruo” y el “doctor loco”) sutilmente teñidos de humorismo, a la vez que la interacción de las emociones de un variado conjunto de personajes atenazados por un enemigo común, mientras son amenazados por la inquietante presencia de un asesino entre ellos. Los escritores van abandonando paulatinamente el “fair play” de sus primeras obras, de modo en la primera edición de la obra empieza a faltar el habitual “desafío al lector” (aunque en ediciones posteriores fue reincorporado para mantener la línea habitual y contentar a los seguidores), pero por segunda vez tras “La tragedia de X” (1931,) novela firmada con el seudónimo alternativo de “Barnaby Ross”, introducen uno de los recursos que cada vez más formarán parte de sus técnicas: el “mensaje del moribundo”, así como algún reciente descubrimiento médico como la alfa-lobelina.
En el aspecto de creación de los personajes protagonistas de la serie, se siguen trazando nuevas líneas en su caracterización : se hace referencia a la madre de Ellery Queen, su reciente estancia en Florencia en donde compró un anillo, el hecho de que fuma cigarrillos con boquilla y, por lo que respecta a su padre, se señala su edad cercana a los sesenta años, el uso de una anticuada caja de rapé y de un anillo de bodas de poco precio. Muchos de esos elementos acabarán teniendo su papel en el proceso de la definitiva resolución del caso.
Esta novela es una de las escasas obras de Ellery Queen que, tras diversas ediciones clásicas, en Ed. Carroggio,  Ed. Aguilar , Ed. Júcar, Plaza y Janés, Punto de lectura, o Ed. Picazo, continúa activa en catálogos españoles al alcance de los aficionados al género, incluso en tiradas populares o de quiosco. En 1934 Dannay y Lee publicarán la octava entrega de la serie: “El misterio de la mandarina” (“The Chinese orange mystery”) y, entre ambas, la primera serie de sus ingeniosos relatos cortos: “Las aventuras de Ellery Queen” (1933-34).